# Renata Simões
Renata Caldas Simões (Recife, 12 de julho de 1977) é jornalista e apresentadora de televisão brasileira.
Formada na PUC-SP, apresentou o Urbano, exibido semanalmente no canal de televisão a cabo Multishow às noites de quintas-feiras até o ano de 2010. Seu primeiro trabalho na televisão foi para a série Planeta Oceano, no canal GNT, com o mergulhador Lawrence Wahba; depois foi repórter do site iMusica, e depois no programa Vídeo Show, da Rede Globo. Chegou ao Multishow para apresentar a agenda cultural Revista Programe-se.
Além de trabalhar em documentários e filmes, como a direção de Amanhã Chegou (2018), Renata Simões também produz reportagens do programa Metrópolis, da TV Cultura.
Entre 2021 a 2023, escreveu uma coluna no jornal O Estado de S.Paulo chamada Dentro do Espectro, cujos textos dissertam sobre questões relacionadas ao autismo.